# Defensa nacional
La defensa nacional o la política de defensa es un conjunto de actividades políticas y militares que desarrollan los Estados nación modernos, para evitar o rechazar los ataques militares que 
eventualmente pudieran realizar otros Estados nación (enfoque realista) o amenazas que puedan venir de diferentes grupos de poder, como grupos terroristas, empresas transnacionales, movimientos sociales, organizaciones no gubernamentales (enfoque neorrealista). Las actividades más habitualmente relacionadas con la defensa nacional son las que están referidas a las fuerzas armadas y la guerra; sin embargo otras actividades y políticas están íntimamente relacionadas con la defensa nacional, como la investigación y desarrollo de tecnología punta, la provisión de materias primas estratégicas y alimentos, la industria básica y la ocupación del territorio. 
Si bien el término alude expresamente a la idea de «respuesta ante un ataque externo», rechazando la noción misma de «ataque», en ocasiones las actividades de defensa nacional son utilizadas por los países para realizar actos de agresión contra otros países, con la excusa de que los mismos fueron ejecutados para prevenir un ataque exterior planeado con anterioridad (tesis del ataque preventivo). El organismo estatal encargado de la defensa nacional suele denominarse Ministerio o Secretaría de Defensa, que históricamente reemplaza al antiguo Ministerio de Guerra.

## La guerra y la paz: defensa y diplomacia
La dinámica entre guerra y paz se encuentra en el centro de la actividad de los estados desde sus mismos orígenes. Todos los estados existentes en la historia de la humanidad se han organizado como estados integrados por determinados grupos étnicos, enfrentados a su vez con otros grupos étnicos organizados estatalmente con los que suelen entrar en guerra o acordar alianzas defensivas-ofensivas. 
La guerra, como actividad estrictamente humana, está integrada por dos fases: el ataque y la defensa. Históricamente, el ataque fue la forma dominante, bajo la forma de guerras de conquista, sobre todo en el proceso de expansión europea (1492-1914). 
En los últimos siglos comenzaron a surgir normas internacionales que limitaron progresivamente el derecho de las naciones a atacar militarmente a otras naciones, hasta llevarlo a su mínima expresión con la fundación de la Organización de las Naciones Unidas que prohíbe resolver un conflicto internacional recurriendo a la fuerza, desarrollando el concepto de la guerra misma como crimen. Es entonces cuando aparece en todo el mundo el concepto de «defensa nacional», con el fin de excluir el ataque, la invasión y la conquista de la acción militar legítima.
Las actividades orientadas a la guerra y la defensa, están a su vez relacionadas estrechamente con la diplomacia, a cargo de los ministerios de relaciones exteriores. Se ha dicho que la diplomacia es un puente entre la guerra y la paz.

## Las fronteras
La defensa tiene uno de sus epicentros en las políticas y actividades de frontera. Las fronteras nacionales están emparentadas con la función eminentemente defensiva que tenían las murallas de las antiguas ciudades.
Las fronteras suelen ser accidentes geográficos con características naturalmente defensivas: montañas, ríos, mares, desiertos, lagos. La naturaleza terrestre, aérea, marítima, fluvial o lacustre de una frontera, determina a su vez el tipo de medidas defensivas a adoptar: radares, aviones, fortalezas, embarcaciones, etc. La localización de las bases militares suele estar muy relacionada con la situación de las fronteras.

## Fuerzas armadas: seguridad exterior e interior
Las fuerzas armadas son la base de la defensa nacional. Sin embargo en muchas ocasiones, las fuerzas armadas han sido utilizadas como factor de poder interno, para enfrentar a la ciudadanía y asumir el gobierno. Por esa razón en las naciones democráticas se prohíbe legalmente a las fuerzas armadas intervenir en asuntos internos.
Las fuerzas armadas se organizan clásicamente de acuerdo al medio en el que tienen que actuar: tierra (ejército de tierra), agua (armada) y aire (fuerza aérea).

## Equilibrio militar e hipótesis de guerra
La defensa de un país se organiza a partir de las hipótesis de guerra, es decir de las probabilidades de mantener un conflicto armado con determinados países. En general, las hipótesis de guerra para la mayoría de los países están relacionadas con los países vecinos. Muchas veces los conflictos entre países vecinos provienen de cuestiones pendientes sobre las fronteras comunes.
Los grupos de países vecinos forman regiones en las cuales se han ido estableciendo complejos equilibrios (tamaño de los países, alianzas, etc.) capaces de garantizar la seguridad mutua. Dentro de estos equilibrios los países observan atentamente el nivel de armamentismo de sus vecinos de modo tal de evitar que alguno posea una capacidad militar de ataque que no pueda ser repelida por los demás. El equilibrio armamentístico y los eventuales desequilibrios que se producen normalmente, pueden llevar al peligroso fenómeno de la escalada armamentística.

## La inteligencia externa
La inteligencia es una actividad esencial de la defensa. Cada país precisa saber que están haciendo los demás países para organizar su defensa. La inteligencia se asocia habitualmente de manera casi exclusiva con el espionaje, actividad que constituye un delito pero que sin embargo realizan todos los países del mundo. Sin embargo la inteligencia va mucho más allá del espionaje, porque implica obtener y procesar los datos sobre otros países, necesarios para conocer cual es su capacidad de ataque. Por lo tanto, no solo está referido a conocimientos sobre instalaciones militares y armamentos, sino también a cuestiones políticas, demográficas, económicas, geográficas y culturales que resultan de importancia en situaciones de guerra.

## Relaciones internacionales y geopolítica
El estudio de las relaciones internacionales y la geopolítica tiene gran importancia para los diseños y acciones de defensa. Las relaciones internacionales como disciplina, permite comprender los intereses y movimientos estratégicos de las naciones, así como las alianzas que forman entre ellas, para establecer la situación de cada país en ese cuadro y los riesgos potenciales a los que se encuentra sometido. La geopolítica, abandonada como disciplina luego de la Segunda Guerra Mundial pero resurgida en la globalización, establece las implicancias políticas y militares de ciertas áreas geográficas, y por lo tanto las necesidades de defensa que se derivan de ello.

## Pactos internacionales de defensa
Los estados-nación establecen alianzas entre ellos por diversas razones comerciales, culturales, políticas, geográficas, etc. Muchas veces esas alianzas incluyen acuerdos de defensa mutua. El más conocido en el mundo es la OTAN, un acuerdo de defensa mutua realizado entre los países europeos y Estados Unidos, Canadá y Turquía, pensado originalmente durante la Guerra Fría (1945-1991) para oponerse militarmente al bloque comunista organizado en una alianza defensiva similar llamado Pacto de Varsovia. Otra alianza defensiva es el Tratado Interamericano de Asistencia Recíproca (TIAR), muy afectado después de su ineficacia en la Guerra de las Malvinas (1982). 

## Terrorismo y narcotráfico: dilemas de la defensa moderna
El terrorismo internacional y el narcotráfico se han presentado como problemas frente a los criterios tradicionales en materia de defensa. En ambos casos se trata de actividades llevadas adelante por organizaciones que no son estados y por lo tanto rompen el esquema clásico interior-exterior.
Desde la primera mitad del siglo XX, algunos estados han comenzado a sostener que el terrorismo debía ser enfrentado con criterios particulares de defensa. Es evidente que el terrorismo es una realidad que impone a las sociedades democráticas donde actúa un problema serio que debe ser resuelto dentro del marco de las leyes pero con la adecuada eficiencia para erradicar este flagelo.
Por su parte el narcotráfico ha organizado estructuras internacionales ilegales y armadas que en reiteradas oportunidades han llevado a la intervención militar. Esto ha provocado un amplio debate sobre la conveniencia o no de involucrar a las fuerzas armadas en la represión del narcotráfico.